# Сигнатура (линейная алгебра)
В линейной алгебре сигнатура  — числовая характеристика квадратичной формы или псевдоевклидова пространства, в котором скалярное произведение задано с помощью соответствующей квадратичной формы.

## Определение
Каждая квадратичная форма с действительными коэффициентами может быть приведена с помощью невырожденной линейной замены переменных к нормальному виду
{\displaystyle x_{1}^{2}+x_{2}^{2}+\cdots +x_{p}^{2}-x_{p+1}^{2}-x_{p+2}^{2}-\cdots -x_{p+q}^{2}.}
Разность {\displaystyle p-q} между числом положительных и отрицательных членов в этой записи называется сигнатурой квадратичной формы. Числа p и q сигнатуры не зависят от способов приведения формы к каноническому виду (закон инерции Сильвестра).
Сигнатуру квадратичной формы также записывают в виде пары чисел {\displaystyle (p,q)} или в виде {\displaystyle (+\cdots +-\cdots -)} с соответствующим числом плюсов и минусов.

## Пример
Квадратичная форма от двух переменных {\displaystyle x_{1}x_{2}} может быть приведена к нормальному виду {\displaystyle {\tilde {x}}_{1}^{2}-{\tilde {x}}_{2}^{2},} например, с помощью линейной замены переменных:
{\displaystyle x_{1}=({\tilde {x}}_{1}+{\tilde {x}}_{2}),} {\displaystyle x_{2}=({\tilde {x}}_{1}-{\tilde {x}}_{2}).}
Сигнатура этой  квадратичной формы равна нулю или может быть записана в виде {\displaystyle (1,1)} или в виде {\displaystyle (+-).}